# Johannes Müller (Philologe)

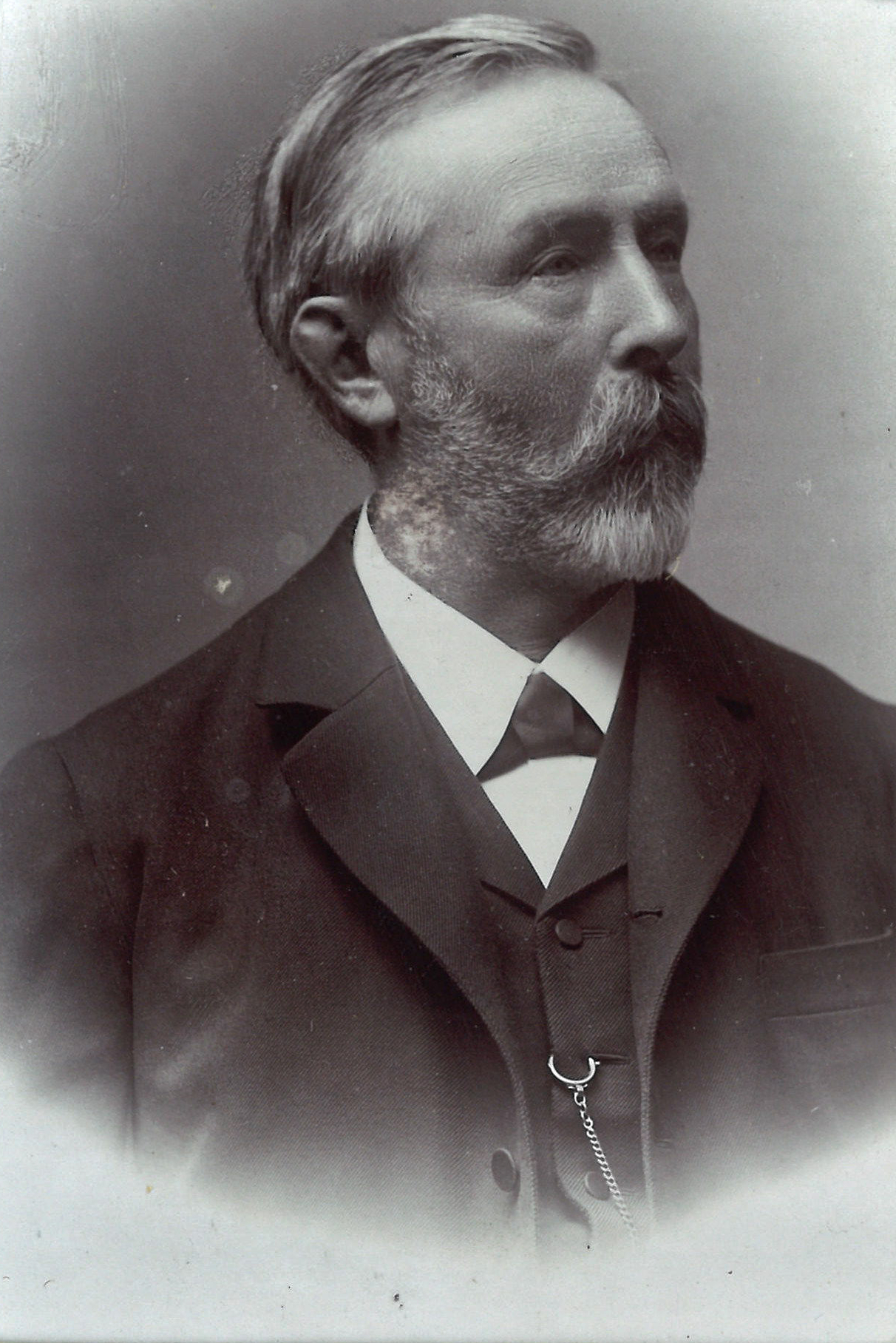
Johannes Müller, aufgenommen um 1902 für ein Fakultätsfotoalbum der Universität Innsbruck

Johannes Müller (* 12. Februar 1832 in Irmtraut im Westerwald, Herzogtum Nassau; † 20. November 1918 in Innsbruck) war ein österreichischer Klassischer Philologe.

## Leben
Johannes Müller studierte Philologie an den Universitäten zu Bonn, Göttingen und Wien. 1855 gründete er das inzwischen erloschene Corps Marcomannia Bonn. Zu seinen akademischen Lehrern gehörten Jacob Bernays, Friedrich Gottlieb Welcker und Friedrich Ritschl in Bonn, Karl Friedrich Hermann und Ernst von Leutsch in Göttingen und Hermann Bonitz in Wien. Dort legte Müller am 30. Oktober 1856 das Lehramtsexamen für die Fächer Latein und Griechisch ab. Anschließend arbeitete er als Hilfslehrer („Supplent“), ab 1857 als „wirklicher Gymnasiallehrer“ in Fiume und Innsbruck (ab dem 11. Februar 1859). Aufgrund einer wissenschaftlichen Studie über Tacitus wurde er am 7. Juli 1860 in absentia von der Universität Tübingen zum Dr. phil. promoviert.
Wenige Monate später, am 24. Januar 1861, habilitierte sich Müller an der Universität Innsbruck für Klassische Philologie. Die venia legendi verlieh ihm das Ministerium am 15. Februar 1861. Seit dem Sommersemester 1861 hielt Müller neben seiner Tätigkeit am Gymnasium Vorlesungen an der Universität. Auf Antrag des neu berufenen Professors Bernhard Jülg wurde Müller am 18. Juni 1865 seiner Unterrichtsaufgaben am Gymnasium enthoben und mit der Abhaltung von philologischen Lehrveranstaltungen und Seminarübungen betraut (seit 1870 auch mit der Leitung des Proseminars). Sein Lehrdeputat entsprach dem eines ordentlichen Professors, dem Rang nach blieb Müller aber Privatdozent. Sein Status wurde erst im Lauf der nächsten zehn Jahre seiner Lehrtätigkeit angeglichen: Zum 7. Februar 1868 wurde er zum außerordentlichen Professor ernannt, am 2. August 1870 erhielt er eine beträchtliche Gehaltserhöhung, am 25. April 1873 wurde er an der Seminardirektion beteiligt, am 11. Juni 1873 wurde er zum Ordinarius ernannt.
Neben der Lehre engagierte sich Müller auch in der akademischen Selbstverwaltung: Er fungierte in den Jahren 1875/1876 und 1886/1887 als Dekan der Philosophischen Fakultät. Im Jahr 1889/1890 war er Rektor der Universität. 1902, im Alter von 70 Jahren, wurde er in den Ruhestand versetzt.
Müllers intensivem Engagement in der universitären Lehre und Selbstverwaltung steht eine eher geringe Publikationstätigkeit gegenüber. Als Frucht seiner Beschäftigung mit Tacitus veröffentlichte er von 1865 bis 1875 in vier Heften Beiträge zur Kritik und Erklärung des Cornelius Tacitus. Die Kaiserlichen Akademie der Wissenschaften zu Wien wählte ihn zum korrespondierenden Mitglied.